# Evansowie
Evansowie – rodzina brytyjskich przemysłowców działających w Królestwie Polskim w XIX w. Byli to bracia: Tomasz, Andrzej, Alfred i Douglas.
Zasłużyli się tym, że jako pierwsi na ziemiach polskich założyli fabrykę maszyn rolniczych (w Warszawie). Fabrykę tę odkupili od nich w 1866 r. Stanisław Lilpop i Wilhelm Rau (Lilpop, Rau i Loewenstein).